# Infierno, canto noveno

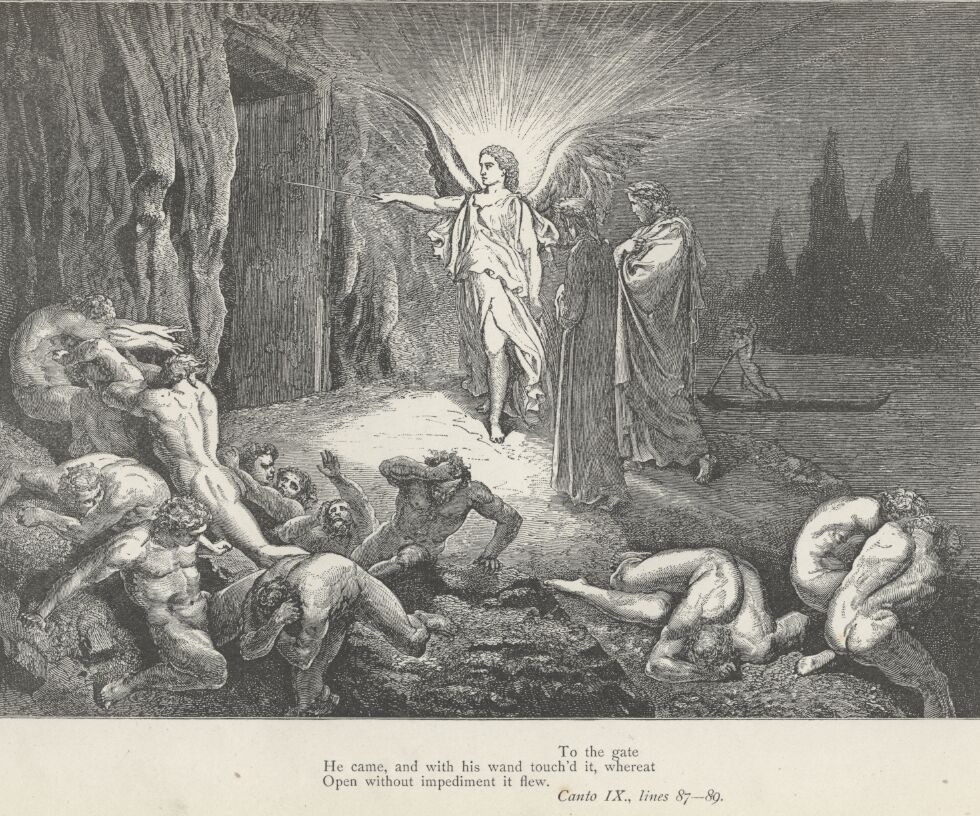
El mensajero celeste, ilustración de Gustave Doré.

El canto noveno del Infierno de Dante Alighieri se sitúa en el sexto círculo, la ciudad de Dite, donde son castigados los herejes. Estamos en el alba del 9 de abril de 1300 (Sábado Santo), o según otros comentadores del 26 de marzo de 1300.

## Incipit
Canto nono, ove tratta e dimostra de la cittade c'ha nome Dite, la qual si è nel sesto cerchio de l'inferno e vedesi messa la qualità de le pene de li eretici; e dichiara in questo canto Virgilio a Dante una questione, e rendelo sicuro dicendo sé esservi stato dentro altra fiata.

## Análisis del Canto

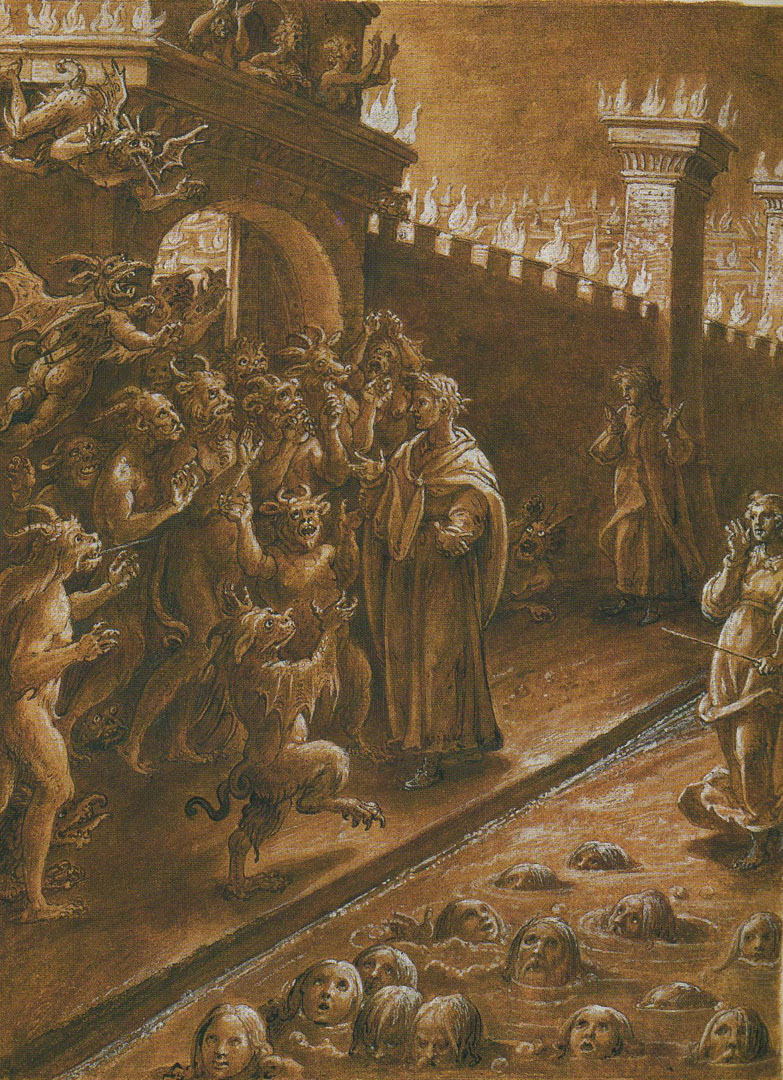
Virgilio habla con los demonios, Giovanni Stradano (1587).

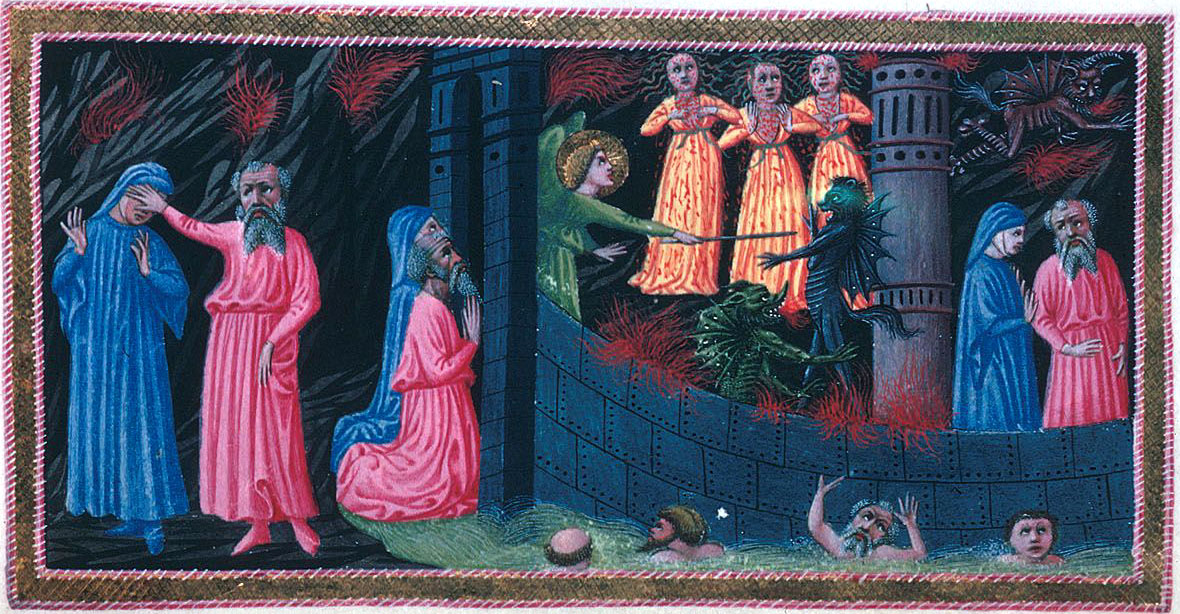
Priamo della Quercia, ilustración al Canto IX.

El noveno canto presenta un crescendo de imágenes que fue definido "teatral", con una representación de la acción bien calibrada gracias a los personajes que entran en escena uno después de otro. 

### Miedo de Dante - versos 1 - 33
Al inicio del canto Dante está preocupado porque ve volver a Virgilio desconsolado después de hablar con los diablos, los cuales, en respuesta a las palabras del "duca" (que Dante no escucha) le cierran en cara la puerta de los muros de la ciudad de Dite. Virgilio está dubitativo, y se detiene a esperar algo: sabe que igual ellos pasarán la ciudad y quizás está preanunciando el arribo de alguien enviado por Dios que les abrirá el paso.
Pero Virgilio está vacilando (justamente él, que representa la razón usa un "si no..." sin terminar), y no ve la hora que llegue un Tal (Cristo, que no es nombrado nunca en el Infierno, o quizás Beatriz) que pidió.
Dante, que en este canto habla varias veces "de escritor" al lector, hace notar que se había dado cuenta de la vacilación y del discurso nunca terminado y por eso aumenta su miedo al pensar que Virgilio le está escondiendo algo.
Entonces Dante, que, como se vio al final del canto precedente, está lleno de miedo porque no ve camino de salida, pregunta un poco ingenuamente, pero de manera muy realista, si él, Virgilio, llegó alguna vez al fondo del Infierno, pero usando una cortés perífrasis: "¿A este fondo de este triste abismo bajó nunca alguno del grado primero (Limbo), cuya sola pena es la esperanza ida?"
Virgilio responde alentando a Dante y le explica que es muy raro, pero que él mismo bajó hasta el círculo más estrecho, el noveno (el círculo de Judas) enviado por la maga Erictón, que le encargó de ir a tomar un alma que debía volver a la vida, al tiempo en el cual Virgilio había muerto hace poco. Por eso él, no solo ya entró en la ciudad, sino que también sabe bien el camino para llegar hasta el punto más profundo y oscuro, que es aquel más lejano del cielo.
La referencia a Erictón se toma de la Farsalia de Lucano, pero es reelaborada con agregados originales de Dante. En Lucano Erictón es una hechicera en grado de reanimar a los muertos. Ella había devuelto a la vida a un difunto para que, dado el poder de previsión típico de quien vive en el ultratumba, revelase a Pompeo el resultado de la batalla de Farsalia. No hay ninguna referencia al hecho de que otra alma debía acompañar al muerto resucitado, y menos que esta fuese Virgilio, fue por lo tanto inventado por Dante. Pero podemos decir como la Sibila en la Eneida, guiando a Eneas en el ultratumba, declaró que ya conocía a aquel mundo porque ya había descendido (Eneida, canto VI). En todo caso, se tiene que tomar distancia de la figura medieval de "Virgilio Mago", que Dante no concebía, y solo en este caso evoca una atmósfera sobrenatural y fantástica. En todo caso, las gestas de Erictón sirven de inicio a Dante en otros cantos, aunque no la cita más: de hecho en Lucano se encuentran las Erinias que habitan en el Estige, Medusa echada por la amenaza de un dios que la confina, el sepulcro donde vive Erictón: todas imágenes que se encuentran en los sucesivos versos.

### Las Furias - vv. 34 - 63

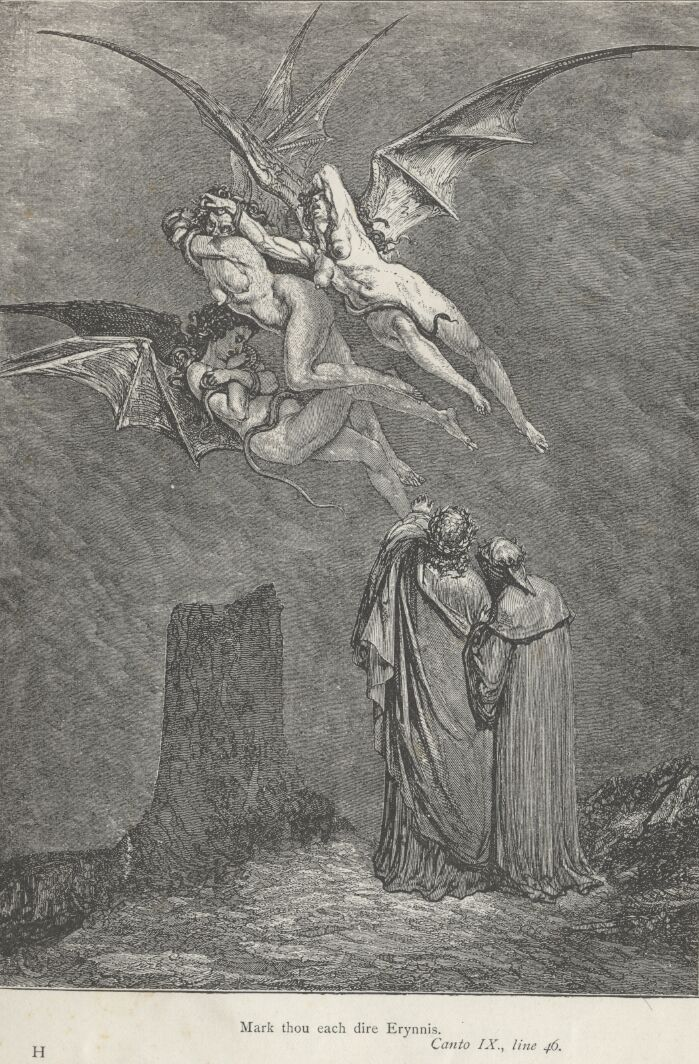
Las Erinias, imaginadas por Gustave Doré.

Virgilio continua diciendo como sea normal encontrar resistencia en los muros de Dite, pero Dante ya dejó de escucharlo porque es atraído por un visión inquietante. Cambiando de escena, ahora el poeta nos hace ver en otra dirección: la torre ardiente que él ya había notado al aproximarse a los muros, sobre la cual se alzan tres furias infernales. Ellas son las Erinias, "tintas de sangre", con cuerpo y actitudes femeninas y circundadas o vestidas con serpientes verdes. Otras serpientes tienen como pelo, enlazadas a la cabeza, y vienen de inmediato reconocidas como las siervas de Perséfone, la reina de los lamentos eternos del Infierno. Virgilio las nombra: en el lado izquierdo Megera, a la derecha Alecto, que llora, y Tisífone en el medio. Como las mujeres en los funerales, ellas desesperan, se arañan el pecho y golpean las palmas de las manos.
Dante está aterrorizado y se pega a Virgilio, y cuando las Erinias se precipitan amenazantes sobre ellos dos: "Venga Medusa: a que así lo hagamos piedra, decían todas mirando abajo; que mal del asalto de Teseo nos vengamos." Por ello Virgilio pide a Dante que cierre bien los ojos y, no fiándose de él, le da la vuelta y pone sus propias manos sobre las manos de Dante.

### El mensajero de Dios - vv. 64 - 105

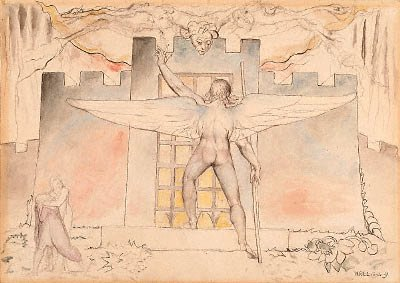
El mensajero celeste imaginado por William Blake.

En este punto Dante se dirige de nuevo al lector, diciéndole que mire el sentido que se esconde bajo el velo de los versos "extraños": una clara invitación a tomar la alegoría de la próxima escena, que no es clara hoy en día.
En tanto lo que sucede es que del pantano proviene un ruido muy fuerte, que como el viento impetuoso que golpea las ramas de los árboles en el bosque y hace escapar a las ovejas y a los pastores, así Dante ve, con los ojos liberados de la protección de Virgilio, "uno" que viene sobre el pantano pero sin mojarse. Las almas de los condenados huyen de su presencia, como hacen las ranas que escapan cuando se acerca una serpiente, y este ser milagroso avanza apartando el aire graso (única cosa que parece molestarle) que tiene delante de los ojos con la mano izquierda, porque en la derecha lleva una varita. Entonces Dante lo reconoce como el mensajero del cielo, que hoy viene indicado como el ángel o mensajero de Dios. Toca la puerta y la abre tocándola apenas con la vara, mientras reprueba a los diablos, que ya desaparecieron. Le recuerda también como Cerbero, que quería impedir el pasaje de Hércules en el infierno, lleve todavía signos de la batalla perdida contra el héroe apoyado por la voluntad divina. Hecho esto, el mensajero da la vuelta y se va, con aire de urgencia, sin mirar ni siquiera a los poetas.
Después de la descripción de la escena es lícito preguntarse cual es el sentido alegórico que Dante quiso inculcar y que consideraba tan importante para hacer una llamada explícita al lector de buscarlo. La cuestión no es simple, y, a diferencia por ejemplo de las alegorías de la selva oscura (Canto I), los estudiosos no llegaron a una conclusión definitiva. Algunos comentadores han referido la invitación solo a la escena del mensaje y no de todo el canto.
Un ejemplo de interpretación general puede ser el siguiente: la razón, simbolizada por Virgilio, no es suficiente para afrontar y dominar los pecados de "malicia" (es decir los pecados cometidos con voluntad, no por incontinencia) castigados dentro a la ciudad de Dite. Ella está obstaculizada por las tentaciones (los diablos), por los remordimientos (Erinias) y por la desesperación que sigue al remordimiento y "petrifica el corazón" (Medusa). La razón puede ayudar para aquello que se puede obtener en el inmediato (Virgilio que se preocupa en proteger los ojos de Dante), pero es solo mediante la gracia divina (el mensajero) que se puede llegar a una definitiva victoria sobre el pecado.

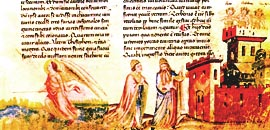
Anónimo pisano, el mensajero celeste (1345).

El sentido general debería ser parecido a este, si bien los varios personajes menores asuman entre los varios comentadores distintos significados. Pero pesa también el hecho que esta explicación no puede ser entendida por quien lea el poema linealmente de principio a fin, porque la distinción de los pecados castigados dentro y fuera de los muros de Dite se explica solo en el canto XI del Infierno. Tampoco está claro si justo Dante a causa de la claridad no inmediate advierta al lector de estar atento y así recuerde después como interpretar la escena.

### Dentro de los muros: el cementerio de los herejes - vv. 106-133

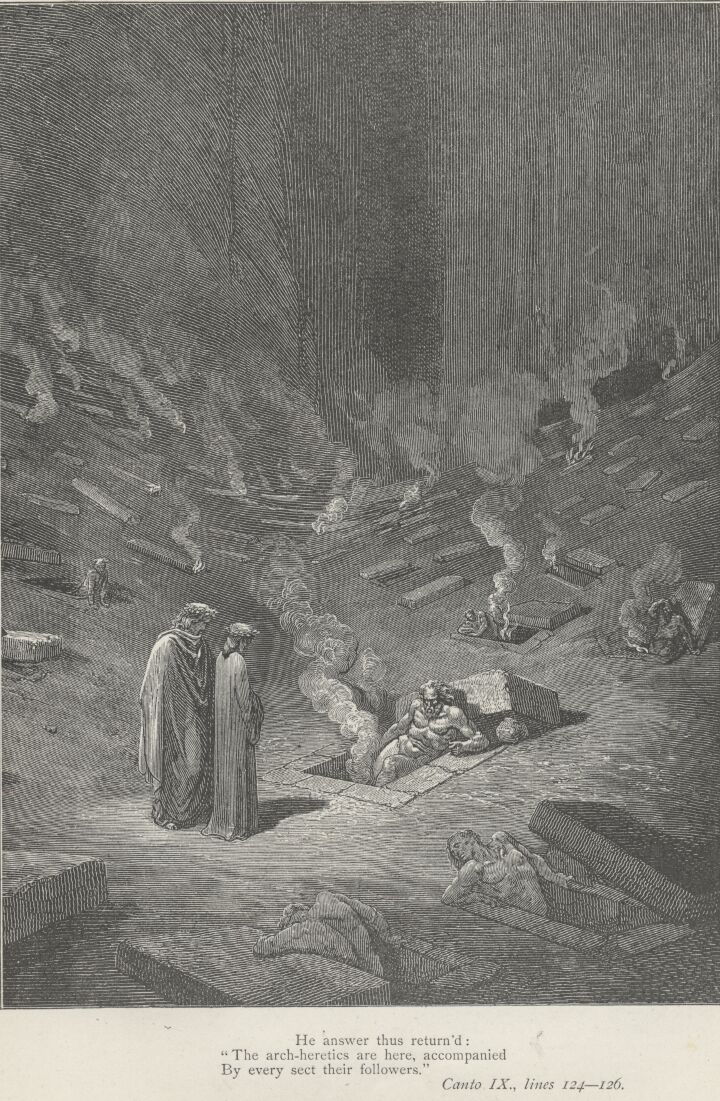
El cementerio de los herejes, ilustración de Gustave Dorè.

A este punto los dos poetas no encuentran ningún obstáculo para entrar en la ciudad y atraviesan los muros. El cambio de situación es total: de la multitud y la acción de los versos precedentes, se pasa al desierto del cementerio, si bien punteado por los lamentos de los condenados. Al lector moderno puede quizás impresionarle el hecho que dentro de los muros de la ciudad, en vez de encontrar casas y personas, los dos poetas encuentren el opuesto: un cementerio. Se tiene igual que pensar que en la época de Dante los cementerios se podían todavía encontrar dentro de los muros, y que la prohibición de enterrar dentro el centro de la ciudad resale solo a la época napoleónica.
Entonces Dante ve alrededor y la cantidad de tumbas le recuerda dos famosos cementerios: el de Arlés (el actual Alyscamps) y el de Pola (hoy desaparecido). Desde los hoyos descubiertos salen llamas, que serían suficientes a un herrero para hacer cualquier obra ("más que lo fuera nunca fierro en una fragua"). Dante pregunta quienes están enterrados aquí y Virgilio responde los heresiarcas, es decir, los fundadores de herejías, pero veremos en el canto sucesivo que aquí también están castigados (y sobre todo) los seguidores, pero será un caso querido por Dante que se encontraran solo los negadores de la vida ultraterrana, los ateos o epicúreos o monofisistas. Virgilio advierte que en cada sepulcro están castigados seguidores de doctrinas análogas, por lo tanto, no nos tiene que sorprender de encontrar en el próximo canto solo epicúreos, porque solo viene descrito un solo sepulcro. Pero también hay que enfatizar que el contrapaso solo se corresponde a los epicúreos: por analogía, ya que ellos negaron la vida después de la muerte, ellos están muertos entre los muertos.

## Dante personaje y Dante narrador
Del canto precedente Dante intensificó el dirigirse en primera persona al lector ("Pensa lettor"). La crítica dantesca, sobre todo la contemporánea, se concentró sobre el método de narración del poema, con una dicotomía entre el Dante personaje y el Dante que escribe su viaje. En realidad se debe antes que todo notar que también el personaje del "escritor que habla en primera persona" es una invención y no coincide con el verdadero "Dante persona real": basta pensar al hecho que el yo narrador nos habla de un viaje imaginario como si fuese verdadero en todo, por lo tanto, viendo más allá de la ficción existe el verdadero Dante en la sombra que está inventando la historia.
Por lo tanto, el narrador usado es solo una proyección en un tiempo futuro del Dante peregrino en la ultratumba, que testimonia el viaje fantástico en un segundo momento. También el momento en el cual habla el narrador es un presente ficticio, separado en el tiempo de la verdadera biografía de Alighieri histórico-anagráfico. Este presente ficticio es un momento indefinido que se renueva cada vez que un lector inicia la lectura de los versos.
Además, existe un nivel simbólico en la Divina Comedia: el viaje de Dante representa el camino de cada individuo hacia la redención, entonces se puede decir que exista también un "cuarto" Dante que actúa en el poema en representación de toda la humanidad cristiana.